# Otachyriinae
Otachyriinae, podtribus trava u potporodici Panicoideae, dio jed tribusa Paspaleae. Postoje 5 priznatih rodova.
Fasciculochloa B.K.Simon & C.M.Weiller i Cliffordiochloa B. K. Simon su sinonimi za Steinchisma.

## Rodovi
1. Hymenachne P. Beauv. (16 spp.)
2. Otachyrium Nees (8 spp.)
3. Steinchisma Raf. (8 spp.)
4. Fasciculochloa B. K. Simon & C. M. Weiller (1 sp.)
5. Plagiantha Renvoize (1 sp.)
6. Rugoloa Zuloaga (3 spp.)